# Raw Film
Raw Film (engl. Rohfilm) ist ein unkomprimiertes Videoformat. Hierbei werden die Rohdaten, die der Sensor ausliest, unkomprimiert, in einen je nach Kamerahersteller eigenen Container verschoben. Wie auch in dem Rohdatenformat in der Fotografie ist das Raw-Format beim Filmen sehr viel datenintensiver.

## Raw Debayer
Um ein Raw-Film-Format auf dem Computer darstellen zu können, benötigt man sogenannte Debayer. Diese sind Converter, die mit Hilfe von Metadaten den rohen Datenstrom des digitalen Filmsensors in ein abspielbares Videoformat umcodieren.
Raw-Film-Formate sind keine Film-Formate, sondern Dateien aus Informationen, die der Sensor weitergeleitet hat. Es ist das digital umgewandelte Abbild eines Filmsensors zu einem bestimmten Zeitpunkt seiner Belichtung (siehe auch Digital Negative).

## Raw-Film-Metadaten
Die Metadaten werden meistens im XML Metadatenformat abgespeichert, um innerhalb der Postproduktion zum Debayern genutzt werden zu können. Wird innerhalb der Postproduktion eine Veränderung, wie beispielsweise am Weißabgleich der Raw-Film-Aufnahme, vorgenommen, wird diese nur in der zugehörigen XML gespeichert und steht somit allen weiteren Debayern anderer Bearbeitungsprogramme zur Verfügung.

## Videoformate
Gängige Videoformate bedienen sich, um Datenrate zu sparen, eines sogenannten Chroma Subsamplings. Hierbei werden aus dem RGB-Signal des Chips drei Signale abgeleitet:
- Y, der Luma Wert: Hier werden die Helligkeitswerte des Sensors ausgelesen. Dies ist das für das menschliche Auge wichtigste Signal
- CB, das Chrominanzsignal Blau
- CR, das Chrominanzsignal Rot

## Subsampling
Um weiter Daten zu sparen, werden die abgestuften Signale (CB- und CR-Signal) mit einer geringeren Abtastrate erfasst. Dadurch ergeben sich Videosignale mit einem zum Beispiel 4:2:2 Subsampling.
Da das menschliche Auge sehr empfindlich für Helligkeit ist, sollte bei dem Y-Signal nie die Abtastrate verringert werden, da das Bild dadurch unschärfer und flau wirken würde. Die Canon EOS 5D Mark II und dessen Nachfolger bieten zum Beispiel nur ein 4:2:0 subsampling als komprimiertes H264-Containerformat an.

## Farbtiefe
Da ein Raw-Film ein unkomprimiertes Format ist, wird das Filmmaterial nicht durch Subsampling verfälscht. Hier kommt es auf die Güte des Chips des Filmsensors und seine Komponenten zur Datenstrombildung an. Das R3d-Raw einer Red Epic Dragon Kamera zum Beispiel bietet pro RGB-Kanal eine Farbtiefe von 16 Bit an. Im Gegensatz zu einem 4:4:4-Format hat man zusätzlich pro Farbkanal eine Farbtiefe von 16 Bit (2 hoch 16, also 65.536 Farbabstufungen pro Kanal) in der Postproduktion nutzen. Gerade bei Farbverläufen beugt das sogenannter Pfützenbildung vor, welche durch zu stark gesampelte Filmaufnahmen in der digitalen Postproduktion entstehen kann. Ein Raw Film ist viel feinfühliger für kleinste Veränderungen der Farbbalance, was sich gerade im Colorgrading und in der Feinjustierung bezahlt macht.

## Dynamikumfang
Die hohe Genauigkeit durch die hohe Bittiefe hat einen erhöhten Dynamikumfang zur Folge. Der Dynamikumfang einer Raw Film Aufnahme ist um ein Vielfaches höher, als der einer komprimierten Aufnahme. Dabei werden die helleren und dunkleren Bildinhalte innerhalb der Raw Film-Aufnahme abgebildet und die Informationen gehen nicht durch übermäßiges Subsampling verloren. Eine zunehmende Rolle spielen hierbei auch neu auftretende HDR-Fernseher, welche den hohen Dynamikumfang einer solchen Raw Aufnahme erstmals im Heimkino darstellen können. HDMI 2.0a unterstützt bereits das Informationsspektrum für HDR Film.

## Geschichte des Raw Film
Der Negativfilm wird von vielen Filmproduzenten deswegen dem digitalen Medium vorgezogen, weil er den größten Dynamikumfang bietet. Bis zum Erscheinen der Red One im Jahre 2007 wurden digitale Cinekameras von Hollywood nur belächelt und die großen Kamerahersteller wie ARRI setzten sich nicht mit dem Thema der Digitalchips auseinander. Das Erscheinen der Red One änderte dies, denn der Arbeitsablauf wurde dadurch deutlich vereinfacht und die Entwicklungskosten für den Negativfilm entfielen völlig. Was gedreht wird, kann bereits direkt am Set betrachtet werden, was einen großen Vorteil darstellt.